# FP7型柴油机车
FP7型柴油机车是美国通用汽车电气动力分部（GM-EMD）在1940年代末推出的一款干线客货运通用柴油机车。

## 开发背景
1949年初，通用汽车电气动力分部乘着美国铁路内燃化的浪潮，推出主要供干线货运用的F7型柴油机车，成为F系列柴油机车当中最畅销的车型，数十家美国铁路公司订购了该型机车来淘汰蒸汽机车。同时，部分铁路公司也尝试使用F7型柴油机车担当旅客列车的牵引任务，但由于F7型柴油机车在设计时并没有预留蒸汽锅炉的安装位置，因此一些铁路公司曾经对F3型或F7型柴油机车进行改造，使其能够搭载为旅客列车供暖的蒸汽锅炉。例如，聖塔菲鐵路将额外的水箱加装在A节机车，而蒸汽锅炉则加装在B节机车上；北太平洋铁路的办法是将水箱设置在机后一位的行李车上，通过输水管向机车上的蒸汽锅炉供水。
有鉴于此，通用汽车电气动力分部于1949年6月推出了FP7型柴油机车，免除了铁路公司在机车上加装蒸汽锅炉的烦恼。FP7型柴油机车实际上相当于延长了车体并设置了蒸汽锅炉的F7型柴油机车。与F7型柴油机车不同的地方是，FP7型柴油机车全部都是属于设有司机室的A节机车，可以搭配F7型柴油机车的B节机车重联运行，因此没有专门为此生产不带司机室的B节机车。FP7型柴油机车同样采用“斗牛犬”外形的整体承载结构棚式车体，但车体长度比F7型柴油机车延长了约4英尺，车内装有一台维帕-克莱森式蒸汽锅炉，蒸汽发生量为每小时2000磅。动力传动系统与F7型柴油机车完全相同，机车装用一台16气缸、1500马力的16-567B型二冲程柴油机；传动系统采用直—直流电传动，柴油机直接驱动一台D12D型直流发电机，发出的直流电供给四台D27B型直流牵引电动机。由于FP7型柴油机车加装了蒸汽锅炉和额外水箱，机车整备重量由230,000磅增加至258,000磅，因此起动牵引力亦相应由55,000磅提高至64,000磅。
FP7型柴油机车推出后受到各大铁路公司的普遍欢迎。1949年6月至1953年12月期间，共有381台FP7型柴油机车交付近30家北美铁路公司使用，其中324台是由位于美国伊利诺伊州拉格兰奇的通用汽车电气动力分部生产，而位于加拿大安大略省伦敦的通用汽车柴油（GMD）则生产了57台。美国国内的主要用户包括路易斯维尔和纳什维尔铁路、大西洋海岸铁路、賓夕法尼亞鐵路、密尔沃基铁路、南方铁路、切薩皮克與俄亥俄鐵路、南太平洋鐵路等铁路公司，而美国国外的用户则包括墨西哥国家铁路、加拿大太平洋铁路、安大略北地铁路等。

## 车辆保存
- 芝加哥大西方铁路116A号机车，被保存于爱荷华州奥尔温的枢纽城市遗产铁路博物馆。
- 加拿大太平洋铁路4071号机车，后来重新编号为西马里兰铁路243号机车，运用于西弗吉尼亚州的德宾和格林布赖尔谷铁路（英语：Durbin and Greenbrier Valley Railroad）。
- 科利其菲尔德铁路200号机车，后来重新编号为西马里兰铁路67号机车，运用于西弗吉尼亚州的德宾和格林布賴爾谷铁路。
- 加拿大太平洋铁路4069号机车，被动态保存于加拿大不列颠哥伦比亚省斯阔米什的西海岸铁路遗产公园。
- 密尔沃基铁路96C号机车，被静态保存于印第安纳州诺布尔斯维尔的印第安纳交通博物馆（英语：Indiana Transportation Museum）。
- 密尔沃基铁路101A号机车，被静态保存于爱荷华州克雷斯科。
- 密尔沃基铁路104C号机车，被保存于伊利诺伊州联合市的伊利諾伊鐵道博物館。
- 雷丁铁路900号机车，被保存于宾夕法尼亚州汉堡的雷丁铁路博物馆。
- 雷丁铁路902、903号机车，被保存于宾夕法尼亚州斯克兰顿的蒸气城国家历史遗址（英语：Steamtown National Historic Site）。
- 苏线铁路500A号机车，被静态保存于威斯康星州莱迪史密斯。
- 苏线铁路2500A号机车，被动态保存于明尼苏达州德卢斯的苏必利尔湖铁路博物馆（英语：Lake Superior Railroad Museum）。
- 南方铁路6133号机车，被动态保存于北卡罗莱纳州斯宾塞的北卡罗莱纳交通博物馆（英语：North Carolina Transportation Museum）。
- 南方铁路6143、6147号机车，被动态保存于乔治亚州亚特兰大的石头山公园（英语：Stone Mountain Scenic Railroad）。
- 阿拉斯加铁路1510、1512号机车，运用于亚利桑那州克拉克代尔的佛得角峡谷铁路（英语：Verde Canyon Railroad）。
- 西太平洋铁路805A号机车，被动态保存于加利福尼亚州波托拉的西太平洋铁路博物馆（英语：Western Pacific Railroad Museum）。